# Bunny Yeager

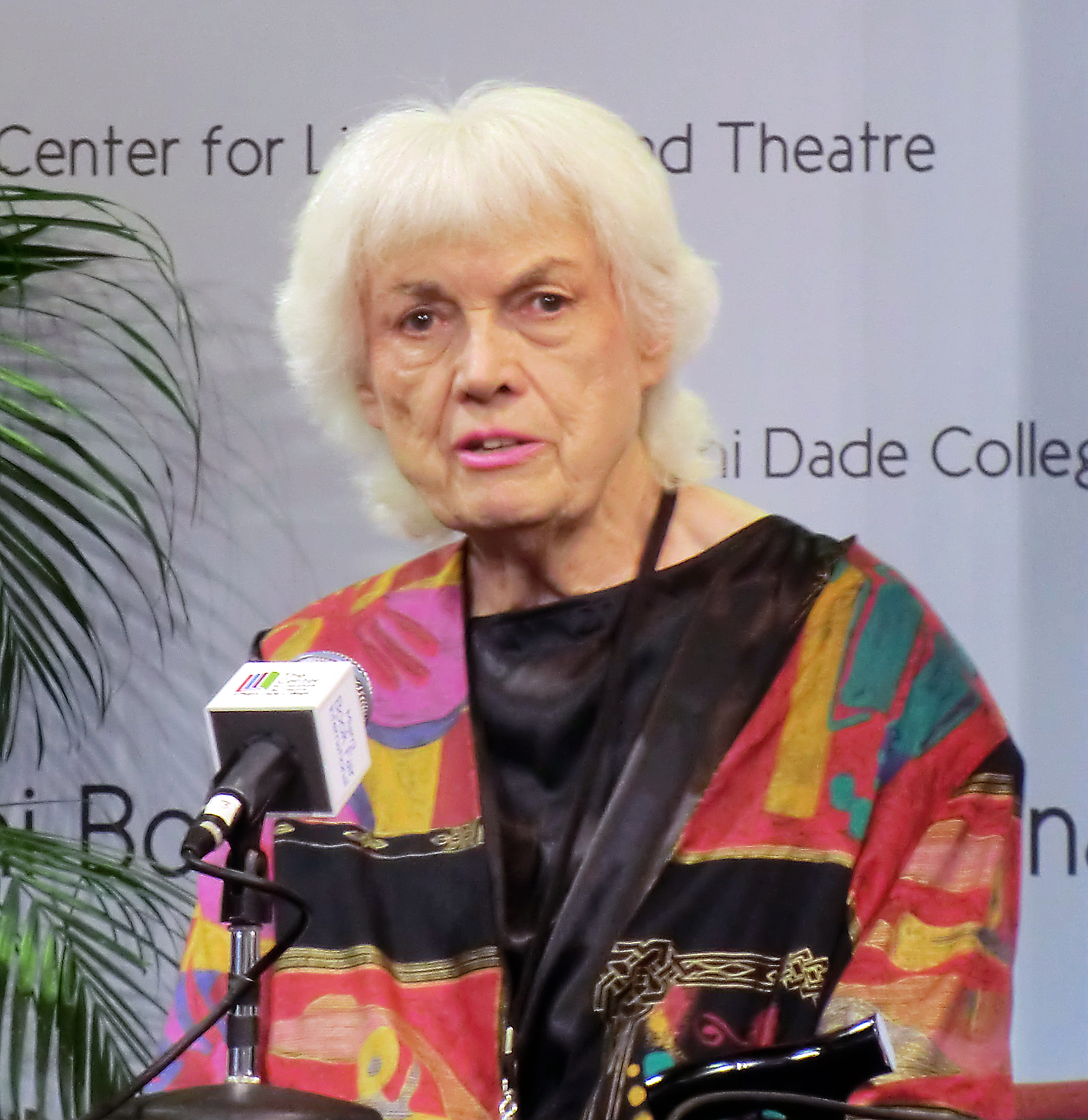
Bunny Yeager (2012)

Bunny Yeager (* 13. März 1930 in Wilkinsburg, Pennsylvania; † 25. Mai 2014 in North Miami, Florida) war eine US-amerikanische Fotografin und ein Pin-up-Model.

## Leben
Yeager wurde in Wilkinsburg im US-Bundesstaat Pennsylvania als Linnea Eleanor Yeager geboren und begann nach ihrem College-Abschluss an der Miami Edison Sr. High School ihre Karriere als Model im Bereich Mode. Kurze Zeit später begann sie als Pin-up-Model zu arbeiten, interessierte sich aber vor allem für die Arbeit hinter der Kamera und besuchte entsprechende Kurse für Fotografie. Ihre eigene Arbeit als Pin-up-Girl brachte ihr den Beinamen Schönste Fotografin der Welt ein.
Neben dem Fotografen Irving Klaw spielte Yeager eine entscheidende Rolle bei der Entdeckung Bettie Pages, der sie im Jahre 1954 in Florida begegnete und zu deren Popularität die Aufnahmen Yeagers einen wesentlichen Teil beitrugen. „Der Grund, warum die meisten Modelle gerne mit Fotografinnen arbeiteten“, erklärte Yeager 2011 im Interview, „ist, dass sie sich vor irgendwelchen sexuellen Avancen eines männlichen Fotografen sicher fühlten.“
1962, bei Aufnahmen mit Ursula Andress für den James-Bond-Film Dr. No, entdeckte sie ihre Vorliebe für tropische Sets und gestaltete zwei Fotobände mit Motiven aus Jamaika. Yeager beschäftigte sich bis in die 1970er Jahre hinein mit der Akt- und Erotikfotografie, bevor sie sich wegen der zunehmenden Härte in diesem Genre überwiegend der Porträtfotografie zuwandte und über 20 Bücher veröffentlichte.
Bei der Verfilmung des biographischen Films The Notorious Bettie Page im Jahre 2005 wurde Yeager von Sarah Paulson dargestellt. CNN porträtierte Yeager in einer Sendung anlässlich des 60. Jahrestages des Bikini, den Yeager nicht nur in ihren Fotos einsetzte, sondern meist auch selbst für ihre Models genäht und entworfen hat.
Im Jahr 2010 veranstaltete das Andy Warhol Museum in Pittsburgh die erste Ausstellung zum fotografischen Schaffen von Yeager. Die meisten dieser ausgestellten Fotografien waren 1964 in Yeagers Buch How I Photograph Myself im Verlag A.S. Barnes & Co. erstveröffentlicht worden.
Die Berliner Galerie Schuster, die auch in Miami, Florida eine Filiale betreibt, ist seit 2011 die offizielle Repräsentanz von Yeagers fotografischen Kunstwerken.

## Ausstellungen
- Im November 2011 veranstaltete die Dezer Schauhalle[10] in Miami eine Retrospektive von Yeagers künstlerischem Schaffen. Präsentiert wurden unter anderem bisher unveröffentlichte Bilder verschiedener Fotomodelle einschließlich der verstorbenen Bettie Page.
- 2013: Bunny Yeager: Both Sides of the Camera. Museum of Art Fort Lauderdale, Fort Lauderdale, Florida, USA.